# Adrian Dziółko
Adrian Dziółko, né le 22 février 1990, est un joueur professionnel de badminton polonais. 

## Carrière

### Classements
Au 10 janvier 2015, Adrian Dziółko était classé 54e mondial, il s'agit de son meilleur classement.